# Danh sách đĩa nhạc của t.A.T.u.
Dưới đây là danh sách đĩa nhạc của t.A.T.u.

## Các album đã ra mắt
- 200 Po Vsstrechnoy
- 200 Po Vestrechnoy - Re Edition
- 200km/h in the wrong lane
- Lyudi Invalidy
- Dangerous and Moving
- The Best

## Các đĩa đơn đã ra mắt
- Ya soshla s uma
- Nas ne dogonyat
- Polchasa
- All the Things She Said
- Not gonna get us
- How soon is now?
- All About Us
- Friend or Foe
- Gomenasai
- Loves me not (không phát hành dưới dạng videoclip, chỉ phát hành qua Itunes)
- Beliy Plaschik
- 220
- You and I

## CD remix
- CD Remixes

## Các bài hát chưa được ra mắt và các demo
- Zaschischatsya Ochkami
- Vsyo Normalno
- V Kosmose Skvoznyaki
- Polyusa feat. Tatu - Poeziya
- All My Love (demo của Vsya Moya Lyubov)
- You
- I Know
- Reach Out (demo của We Shout)